# Irski terier
Irski terier je pasma psa, ki  izhaja iz Irske, kjer ga imenujejo tudi An Madra Gearr, ter je ena izmed številnih pasem terierjev. Irski terier naj bi bila ena izmed najstarejših pasem terierjev.
Prvič je bil irski terier predstavljen kot poseben razred na pasji razstavi v Dublinu leta 1873. Že leta 1880 je bila pasma Irski terier, četrta najbolj priljubljena na Irskem in v Britaniji.
Irski terier je aktivna pasma, ki je kompaktno grajena. Primeren je tako za življenje na podeželju kot v mestu, saj ga gost in močen rdečkast kožuh varuje pred vsemi vrstami vremena.

## Opis
Standardi pasmo irskega terierja opisujejo kot živahnega, rdečkasto obarvanega in pravokotno oblikovanega telesa. Živahen: Irski terier ne sme dajati videza, da je težek in neokreten, ampak močen in čvrst.
Pravokotno oblikovano telo: telo mora biti oblikovano kot je pri drugih terierjih. Telo Irskega terierja je proporcionalno daljše kot pri  foksterierju, s težnjo po jasno začrtani liniji, 
vendar brez pomanjkanja čvrstosti, mišične mase in moči.
Rep je kmalu po rojstvu skrajšan na dve tretini originalne dolžine. V državah kjer je krajšanje prepovedano, sodniki pri ocenjevanju poudarjajopomen pravilne drže repa. Rep irskega terierja se naj bi pričel precej visoko,
vendar pa se mora bočiti preko hrbta v ravni liniji proti glavi. Ušesa so majhna in upognjenja  naprej le malce nad glavo, njihova barva naj bi bila malce temnejša kot barva preostalega kožuha.

## Kožuh in barva
Kožuh irskega terierja je obarvan zlatordeče, pšeničnordeče ali pšenično. Temno rdeča je pogosto zmotno prepoznana kot edina pravilna oz. prava barva. Verjetno, ker so pšenični kožuhi običajno slabše kakovosti.
Kot običajno pri enobarvnih pasmah je dovoljeno zaplata bele barve na prsih, drugje pa drugačna obarvanost ni dovoljena. S staranjem lahko opazimo sivo dlako sem in tja.
Zgornja plast kožuha mora biti ravna in žičnata po teksturi, nikoli nežna, svilnata, kodrasta, valovita ali volnata, kot je pričakovano pri Kerry blue terierju. Kožuh mora ležati vodoravno na kožo in 
nikoli ne sme biti tako dolg, da bi skril pravo obliko psa. Daljšo dlako lahko pustimo na nogah, vendar nikoli tako dolgo kot pri Wire Fox terierju ali pri Schnauzer-ju. To pomeni, da mora biti kožuh 
triman in strižen zelo pogosto, kar pa je lahko precej drago.
Spodnja plast kožuha, imenujemo tudi poddlaka mora biti ravno tako rdeča, vendar pa neizurjen opazovalec težko opazi poddlako. Kožuh mora biti tako gost, da četudi dlako razmaknemo s prsti, kože skoraj ne vidimo.
Pravilno striman irski terier ima nekaj čopkov dlake na nogah in glavi. Na sprednjih nogah pustimo daljšo dlako, tako da oblikujemo obe nogi enakomerno. Dlaka na zadnjih nogah pa je krajša, vendar ni strimana 
vse do kože. Na koncu brade pa oblikujemo manjšo brado, ki naj ne bo tako velika kot pri Schnauzerju. 
Oči naj bi bile majhne, temno rjave z ognjenim oz. živahnim pogledom. Nad očmi pa ima irski terier dobro negovane obrvi. Celotna glava naj bi imela dobro pigmentacijo.

## Velikost
V večini držav opis pasme predpostavlja, da irski terier ne sme biti večji od 48 cm, če merimo do vihra. Vendar ni neobičajno, če vidimo psičke, ki so velike 50 cm ali pse, ki so veliki tudi 53 cm. Mlajše 
generacije psov so bližje idealu, vendar pa lahko irski terier, ki je majhen in ima lažje kosti s tem izgubi športno oblikovano telo.
Zelo redko opazimo irskega terierja, ki tehta le 11 ali 12 kilogramov (25-27Ib), kot je originalen opis pasme. Sprejemljivo je da psička tehta 13 kilogramov, samček pa 15 kilogramov.

## Temperament
Irski terierji so aktivni psi, ki potrebujejo in uživajo v stalnih psihičnih in fizičnih izzivih. Dobro treniran irski terier bo dober v različnih pasjih športih, kot je na primer pasje tekmovanje v agilitiyu.
Irski terier je polen življenja, vendar ni hiperaktiven, običajno se sprosti v notranjih prostorih, zunaj pa takoj preide v polno aktivnost. Irski terierji so zelo socialni in se dobro razumejo z ljudmi. Imajo zelo razvit čut
za lojalnost in zvestobo. Pomembno je da imajo močnega in odgovornega vodjo, do katerega čutijo spoštovanje. Večina irskih terierjev obožuje otroke in toleriera grobo igro do neke toćke. 
Irski terier potrebuje gibanje; potrebni so vsakodnevni sprehodi. Zelo uživajo pri treningih, novih nalogah in so lahko obvladljivi s pomočjo priboljškov in igrač kot tudi s pomočjo motivacije.
Irski terierji so visoko mentalno sposobni in uživajo pri reševanju iger, čeprav imajo manjšo željo po ugajanju človeku. Najbolje reagirajo na konstantno nagrajevanje, ki temelji na treningu s strani sproščene in avtoritativne osebe.
Kot pri vseh pasmah nasilje ne sme biti nikoli uporabljeno, namesto nasilja moramo uporabiti nagrajevanje in preusmerjanje vedenja. Vedno je najbolje, da psa prelisičimo in premamimo, pri tem pa mora trener imeti izkušnje s terierji.
Irski terierji so običajno dominantni do drugih psov. Kot pri vseh pasmah psov je pomembna zgodnja socializacija, saj v nasprotnem primeru  lahko pride do spora med psi in lahko pride do spopada.
Večina ima močen občutek za varovanje, zato ob pravilni vzgoji postanjo zelo dobri psi čuvaji.
Veliko lastnikov terierjev se udeležuje organiziranih pasjih športov s svojimi psi. Treningi poslušnosti niso težavni, vendar je težje doseči natančnost in vztrajnost na višjih ravneh pasjih športov.
Veliko irskih terierjev je izredno uspešnih pri pasjem agilitiju, čeprav je težko uravnovesiti hitrost, neodvisnost in natančnost na višjih ravneh.  Iz ZDA prihaja irski terier, ki je prvak v agilityu,  nekaj pa je tudi finskih in švedskih irskih terierjev,
ki tekmujejo na najtežjih ravneh.
Irski terierji imajo dobro razvit voh in lahko izsledijo tako živalski kot tudi človeški vonj. Veliko irskih terierjev uživa v Lure Coursing-u (lovljenje mehaničnega plena). Na Finskem je irski terier kvalificiran tudi za reševalnega psa, specializiran za reševanje na morju.

## Zgodovina
Izvor pasme ni znan, vendar predvidevajo, da se je razvil iz potomcev črnih in rjavkastih pasem, ki so podobni terierjem in izvirajo iz Britanije in Irske. Kot je na primer Kerry Blue na Irskem, Soft-haired Wheaten terierji na Irskem, Lakeland 
in Škotski terier v Veliki Britaniji.
F. M. Jowett je pisal v The Irish Terrier,"Naši psi" objavljeno Co Ltd, Manchester, Anglija 1947 - 7. izdaja: Irski pisatelj je opisal irskega terierja  kot reveževega najzvestejšega in kmetovega najboljšega prijatelja in najljubšega psa "gentlemana"...
Ti psi niso bili vzgojeni toliko zaradi izgleda, temveč predvsem zaradi njihovih delavnih lastnosti in igrivosti. Irski terier je  po naravi lovec in ubijalec škodljivcev. Najprej so bil vseh oblik in barv, črne in rjavkaste, sive in progaste, 
vseh pšeničnih odtenkov, ter rdeče barve, ki je najbolj pogosta. Barva in velikost ni bila pomembna, le da so bili igrivi in delavni.
V drugi polovici devetnajstega stoletja se je pričela prava selekcija pasme. Včasih so bili v isti kategoriji s psi težkimi nad 9 pounds (4.08 kilograma), včasih pa v posebni kategoriji.
Prvi vzgojiteljski klub je bil ustanovljen v Dublinu leta 1879.  Irski terier je bila prva pasma, ki je bila priznana s strani Englis Kennel Club-a kot nacionalan irska pasma, kar se je zgodilo tik pred koncem devetnajstega stoletja.
Prvi pojav pasme v ZDA pa zasledimo konec devetnajstega stoletja.
Do leta 1960 so bili irski terierji zelo vplivna pasma na Irskem, v Združenem kraljestvu in ZDA. Zaradi svoje priljubljenosti pri otrocih je irski terier vedno bolj (modno) priljubljen tudi kot družinski ljubljenček. 
Pasmo pa vedno bolj ambiciozno vzgajajo tudi v Afriki (Južna Afrika), Severna Amerika, (Severna) Evropa in Avstralija.